# Амруш Жан-Ель-Мухув
Амруш Жан-Ель-Мухув (Jean Amrouche, 7.II 1906, с. Ігхіль-Алі, Кабілія — 16.IV 1962, Париж) — алжирський письменник, засновник алжирської літератури французькою мовою. 

## Життєпис
З дитячих років проживав за кордоном (Туніс, Франція). Основною темою його творів є туга за батьківщиною (наприклад, віршів «Прах», 1934; романтична поема «Заповітна зірка», 1937). Фольклорна збірка «Берберські пісні Кабілії» (1939), епічна оповідь «Безсмертний Югурта» (1946). У своїх творах, що є громадянського спрямування, А. Мухув подає поеми «Алжирська боротьба», «Ескіз військової пісні» (1958; опубл. 1962). Поема «Алжирська боротьба» була перекладена на українську мову.